# Jens Bjørneboe
Pour les articles homonymes, voir Bjørneboe.
Jens Ingvald Bjørneboe, né le 9 octobre 1920 à Kristiansand et mort le 9 mai 1976 à Veierland, Nøtterøy, est un écrivain libertaire norvégien, notable pour sa vaste production et son fort engagement social.

## Biographie
Jens Bjørneboe écrivait romans, pièces de théâtre, poésie, essais et articles. Dans la poésie et en prose, il attaquait durement l’éducation nationale et l’organisation judiciaire et pénale. Bjørneboe était aussi partisan actif du bokmål (norvégien classique). En 1967, il a été condamné, puis fut acquitté plus tard, pour avoir publié le roman prétendument obscène Uten en tråd (littéralement « Sans un fil », expression norvégienne qui signifie « complètement nu »). Son cousin était André Bjerke.

## Œuvres

### Traductions en français
- Le Rêve et la Roue, Plein chant, 1987.
- D'ombre et de lumière, Plein chant, 1994.
- L'Instant de la liberté : Le manuscrit d'Heiligenberg, Plein chant, 1994.

### Romans
- Duke Hans (Hertug Hans, 1972)
- Ere the Cock Crows (Før hanen galer, 1952)
- Jonas (1955)
- Under a Harsher Sky (Under en Hårdere Himmel, 1957)
- Winter in Bellapalma (Vinter i Bellapalma, 1958)
- Little Boy Blue (Blåmann, 1959)
- The Evil Shepherd (Den Onde Hyrde, 1960)
- Le Rêve et la Roue (Drømmen og Hjulet, 1964)
- L'Instant de la liberté (Frihetens Øyeblikk, 1966)
- Without a Stitch (Uten en Tråd, 1966)
- Without a Stitch 2 (Uden en Trævl 2, 1968)
- Powderhouse (Kruttårnet, 1969)
- The Silence (Stillheten, 1973)
- The Sharks (Haiene, 1974)

### Pièces
- Many Happy Returns (Til Lykke Med Dagen, 1965)
- The Bird Lovers (Fugleelskerne, 1966)
- Semmelweis (1968)
- Amputation (Amputasjon, 1970)
- The Torgersen Case (Tilfellet Torgersen, 1972)
- Blue Jeans (Dongery, 1976)

### Poèmes
- Poems (Dikt, 1951)
- Ariadne (1953)
- The Great City (Den Store By, 1958)

### Essais
- Norway, my Norway (Norge, mitt Norge, 1968)
- We Who Loved America (Vi som elsket Amerika, 1970)
- Police and Anarchy (Politi og Anarki, 1972)